# Октябрська (Армізонський район)
Октя́брська (рос. Октябрьская) — присілок у складі Армізонського району Тюменської області, Росія.
Населення — 29 осіб (2010, 35 у 2002).
Національний склад станом на 2002 рік:
- росіяни — 94 %